# 반동주의
반동주의(反動主義, reactionism)는 과거의 체제나 질서로의 회귀를 주장하는 정치 이념으로서, 진보주의에 대한 정반대의 개념이다. 수구주의나 보수주의와 동일한 개념으로 취급되는 경우도 있다.
18세기 프랑스에서 처음 사용되었고, 당시 반동주의의 대표적인 예로는 프랑스 대혁명 이후 공화정에서 다시 왕정으로 회귀한 부르봉 왕정복고가 있으며, 대표적인 반동주의자로는 빈 회의를 주도한 오스트리아 제국의 외교관 메테르니히, 러시아 제국의 정치가 스톨리핀이 있다. 공산주의자들은 자본주의자들을 비난할 때 반동주의라는 표현을 사용하며, 리버럴들은 우익 성향의 정치가 혹은 권위주의를 지지하는 단체를 비난하기 위해 반동으로 몰아가는 경우가 있다.

## 같이 보기
- 빈 체제
- 신성 동맹
- 테르미도르의 반동
- 러시아 백군
- 원리주의
- 왕정복고